# Леліва III
Леліва III – шляхетський герб, різновид герба Леліва.

## Опис герба
У блакитному полі над золотим півмісяцем шестипроменева золота зірка, з якої виходить срібна стріла в стовп, без оперення. Клейнод: три пера страуса.

## Найбільш ранні згадки
За словами Островського, це варіація під назвою Кудовський і Дашкович в Литві.
Тадейш Гайль додає ще прізвища Дашкевич, Цзудовських.

## Роди
Кудовські (Cudowski), Цзудовські (Czudowski), Дашкевичі (Daszkiewicz), Дашковичі (Daszkowicz).

## Відомі herbowni
- Євстафій Дашкевич[2].